# Ko Tao
Ko Tao (Thai: เกาะเต่า) is een Thais eiland dat is gelegen in de Golf van Thailand in het zuiden van het land. Het behoort tot de changwat Surat Thani. Het eiland heeft een oppervlakte van 21 km² en telt zo'n 1400 inwoners. De economie is bijna geheel gericht op het toerisme en dan specifiek op duiken.
Ko Tao wordt ook wel het schildpadeiland genoemd, wellicht doordat het eiland van de zijkant gezien op het schild van een schildpad lijkt. Ook gebruiken verschillende bedreigde zeeschildpadden het eiland als nestplaats, zoals de karetschildpad (Eretmochelys imbricata) en de soepschildpad (Chelonia mydas).
De Kohtaowormsalamander (Ichthyophis kohtaoensis) is vernoemd naar het eiland, omdat aldaar het type is aangetroffen.

## Klimaat
In de grafiek staan de langjarige gemiddelden van de temperatuur op het eiland.